# (34867) 2001 TB121
2001 TB121 (asteroide 34867) é um asteroide da cintura principal. Possui uma excentricidade de 0.13538580 e uma inclinação de 10.56483º.
Este asteroide foi descoberto no dia 15 de outubro de 2001 por LINEAR em Socorro.